# Buchanania cochinchinensis
Buchanania cochinchinensis (Lour.) M.R.Almeida è una pianta della famiglia Anacardiaceae, diffusa in Asia.

## Descrizione
È una pianta sempreverde di 13-15 metri di altezza.

## Distribuzione e habitat
Diffusa in India, in Nepal, nel Sudest asiatico (Laos, Birmania, Thailandia e Vietnam) e nella Cina meridionale (Hainan e Yunnan). Vive tra i 100 e i 1500 metri di altezza.

## Usi
Il frutto è dolce con retrogusto acido, commestibile, usato in Birmania e India per la preparazione di dolci sia, tostato, in sostituzione delle mandorle.